# Флаг Сямженского района
Флаг муниципального образования Ся́мженский муниципальный район Вологодской области Российской Федерации — опознавательно-правовой знак, составленный и употребляемый в соответствии с вексиллологическими правилами, служащий официальным символом муниципального образования, символом единства его территории, населения, прав и самоуправления.
Ныне действующий флаг утверждён 28 апреля 2003 года и внесён в Государственный геральдический регистр Российской Федерации с присвоением регистрационного номера 1542.

## Описание
«Флаг Сямженского муниципального района представляет собой полотнище с отношением ширины к длине 2:3, несущее изображение фигур и цветов полей герба района в упрощённой версии».
Геральдическое описание герба гласит: «В зелёном поле пучок золотых колосьев и поверх него в оконечности — вьющееся серебряное полотно, на концах расшитое червленью. Щит увенчан золотой районной короной. Герб Вологодской области в вольной части указывает на территориальную принадлежность Сямженского района к Вологодской области».

## Обоснование символики
Зелёный цвет полотнища обозначает природные ресурсы района, основным богатством которых является лес.
Жёлтые колосья указывают на занятость населения района современным сельскохозяйственным производством и его связь с традиционными народными промыслами.
Вьющееся серебряное полотно символизирует территориальную расположенность района и проходящую через Сямжу федеральную автодорогу Москва—Архангельск, имеющую важное экономическое и историческое значение в жизни района.

## Предыдущий флаг
Первый флаг Сямженского муниципального района был утверждён 28 апреля 2003 года решением комитета самоуправления Сямженского муниципального района № 159:
«Флаг Сямженского муниципального района представляет собой лазорево-зелёное полотнище, пересечённое по диагонали слева направо серебряной полосой, с отношением ширины к длине 2 × 3».
Серебряная полоса символизирует реку Сямжену — откуда пошло название Сямженского района.
Лазоревый и зелёный цвета обозначают природные ресурсы района.